# حجر الملك دونيرت

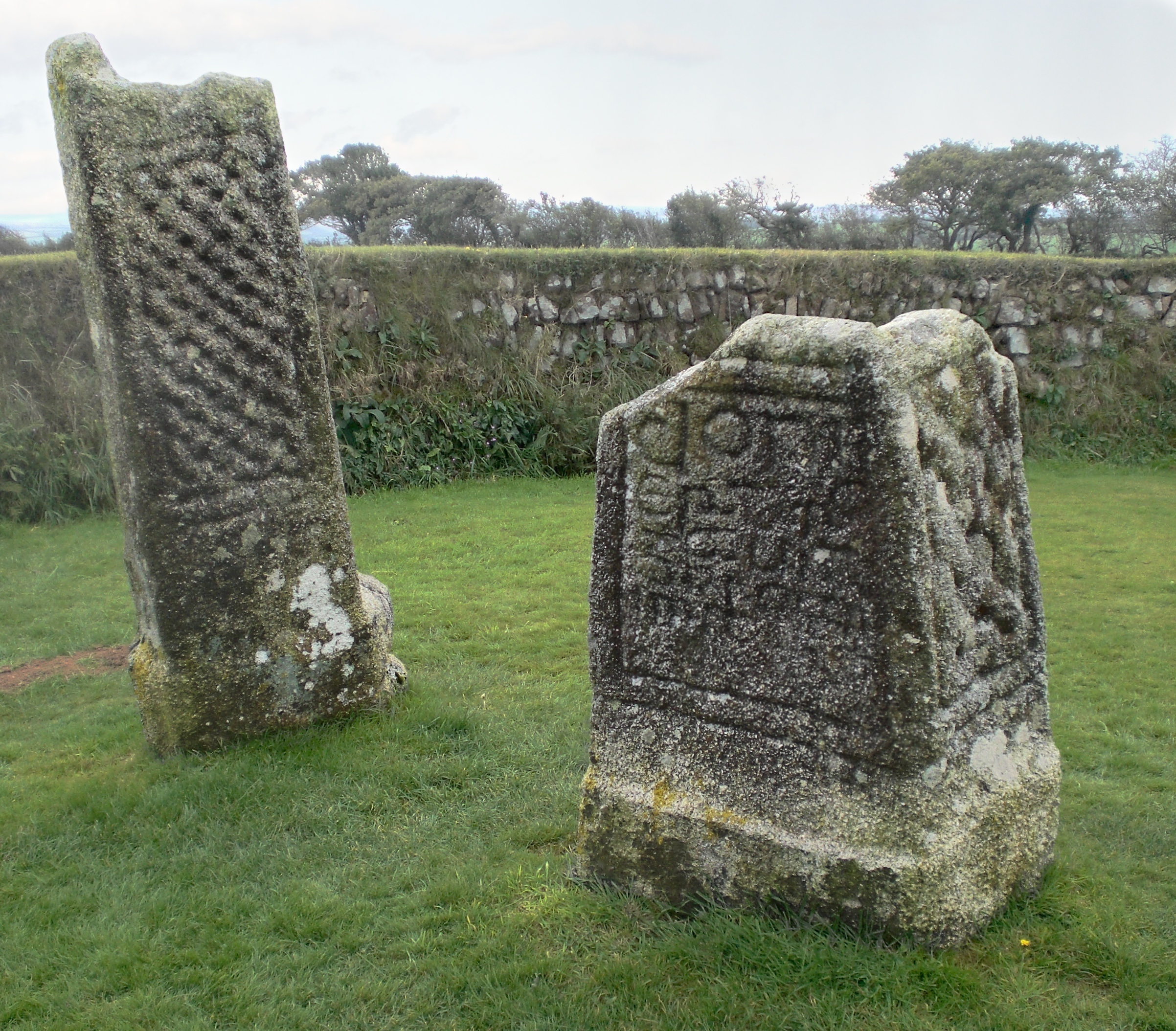
نصف الحجر الآخر (يسار) وحجر الملك دونيرت (يمين) في عام 2007

حجر الملك دونيرت (بالكورنية: Menkov Donyerth Ruw)‏ يتكون من قطعتين من صليب مزخرف من القرن التاسع، يقع بالقرب من سانت كلير، بودمين مور، كورنوال. يُعتقد أن النقش يحيي ذكرى دونغارث ملك كورنوال الذي توفي حوالي عام 875.

## تاريخ
في القرن الخامس انتشرت المسيحية لأول مرة بكورنوال من قبل رهبان من ويلز وأيرلندا. يُعتقد أن المبشرين الأوائل قد أقاموا صلبان خشبية لإظهار الأماكن التي انتصروا فيها على المسيح. مع الوقت أصبحت هذه الأماكن مقدسة واستبدلت الصلبان الخشبية بأخرى حجرية.

## الموقع
يتكون الموقع من بقايا جزأين من الجرانيت من القرنين التاسع إلى الحادي عشر وممر تحت الأرض وغرفة على شكل صليب أسفل الصلبان يُعتقد أنها إما بقايا أعمال من الصفيح أو مصلى محتمل. الصليب الشمالي، المسمى «حجر دونير»، يبلغ 1.37 متر (4 قدم 6 بوصة) مرتفع مع ألواح من الزخارف المتشابكة من ثلاث جهات ونقش doniert rogavit pro anima منحوتة في نص نصف أونسيال أو معزول. يُترجم النقش على النحو التالي: «طلب دونير صنع هذا من أجل روحه». يُعتقد أن النقش يشير إلى الحاكم المحلي «دومغارث» (أو «دوينغارث») الذي تم تسجيله في التاريخ الويلزي المبكر المعروف باسم Annales Cambriae غرقًا في حوالي عام 875 بعد الميلاد. لها فتحة نقر وقاعدة في القاعدة.
الصليب الجنوبي الذي يشار إليه أحيانًا باسم «نصف الحجر الآخر»، يبلغ 2.1 متر (6 قدم 11 بوصة) مرتفع مع لوحة من الزخارف المتشابكة على الوجه الشرقي، وفتحة نقر مكسورة في الأعلى وقاعدة في الأسفل.

## الحفريات
في عام 1849، أجرت جمعية إكستر ديوسيسان المعمارية حفريات حول الحجارة واكتشفت قبوًا خفيًا تحتها. نشر السيد تشارلز سبنس في «انتقال ذلك المجتمع» ورقة بعنوان "Iter Cornubiense" حيث يفصل إجراءات العمل. بعد رفع حجر دونيرت ووضعه في وضع منتصب كتلة من الجرانيت لا يقل وزنها عن طُنَّين ونصف، تم توجيه العمال للحفر إلى جانب الكتلة المتراصة الأخرى. بعد الوصول إلى عمق حوالي ثمانية أو تسعة أقدام تم اكتشاف حفرة. هنا وجدوا قبوًا صليبيًا طوله ثمانية عشر قدمًا من الشرق إلى الغرب وستة عشر قدمًا من الشمال إلى الجنوب عرض القبو حوالي أربعة أقدام. كانت الجوانب متعامدة والسقف دائري وكلها مصقولة بأداة ومستوى يسمح به الطبيعة الخشنة للصخور العارية. الرجال الذين تم توظيفهم لهذه المهمة جاءوا من منجم جنوب كارادون. أفيد أن عمال المناجم قالوا إنها ليست سوى أعمال قديمة بمعنى آخر أعمال مناجم قديمة.
تبدأ الغرفة الصخرية تحت الأرض كممر على بعد حوالي 8 أمتار إلى الجنوب الشرقي من الصلبان، وتتحول إلى نفق وتنتهي كغرفة صليبية أسفل الصلبان. العلاقة بين الغرفة تحت الأرض والصلبان غير معروفة.
تتم إدارة الموقع من قبل مؤسسة صندوق تراث كورنوال نيابة عن هيئة التراث الإنجليزي. يمكن للمركبات الوقوف في مكان قريب من الموقع، والدخول مجاني ويمكن زيارة الموقع في أي وقت معقول خلال ساعات النهار.